# Каменка (Дятловский сельсовет, Дятловский район)
Ка́менка (бел. Каменка) — деревня в Дятловском сельсовете Дятловского района Гродненской области Белоруссии. По переписи населения 2009 года в Каменке проживало 7 человек.

## Этимология
Название деревни образовано от корня «камень».

## География
Каменка расположена в 2 км к северо-западу от Дятлово, 148 км от Гродно, 16 км от железнодорожной станции Новоельня.

## История
В 1996 году Каменка входила в состав Вензовецкого сельсовета и колхоза «Заря». В деревне насчитывалось 7 хозяйств, проживало 12 человек.
13 июля 2007 года деревня была передана из Вензовецкого в Дятловский сельсовет.